# Gmina Rzgów (Powiat Koniński)
Die Gmina Rzgów ist eine Landgemeinde im Powiat Koniński der Woiwodschaft Großpolen in Polen. Ihr Sitz ist das gleichnamige Dorf (auch Rzgów Pierwszy; deutsch Rzgow, 1943–1945 Roggenheim).

## Gliederung
Zur Landgemeinde Rzgów gehören weitere 21 Dörfer mit einem Schulzenamt.
| Babia Barłogi Błonice Bobrowo Bożatki Branno Dąbrowica Goździków | Grabienice Kowalewek Kurów Modła Osiecza Druga Osiecza Pierwsza Rzgów Drugi | Rzgów Sławsk (1943–1945 Schlauske) Świątniki Witnica Zarzew Zarzewek Zastruże |

Weitere Ortschaften der Gemeinde sind Józefowo, Mądroszki und Wojciechowo.